# Колесниченко Михайло Федотович
Михайло Федотович Колесниченко (нар. 25 грудня 1921 — пом. 3 квітня 2002) — радянський військовик часів Другої світової війни, помічник командира взводу 91-ї окремої гвардійської розвідувальної роти 89-ї гвардійської стрілецької дивізії, гвардії сержант. Герой Радянського Союзу (1943).

## Життєпис
Народився в селі Струмок (жудець Четатя-Албе, Румунське королівство), нині Татарбунарського району Одеської області, в селянській родині. Українець.
Здобув неповну середню освіту в Арцизі. Працював ковалем, згодом — слюсарем у ремонтних майстернях залізничної станції Арциз. З початком німецько-радянської війни разом з будівельно-монтажним потягом евакуювався до Кіровської області Росії.
До лав РСЧА призваний у березні 1943 року Підосиновським РВК Кіровської області. Закінчив полкову школу. Учасник німецько-радянської війни з червня 1943 року. Воював на Степовому та 2-у Українському фронтах. Член ВКП(б) з 1943 року. У боях за Харків був поранений.
Особливо відзначився під час форсування Дніпра. В ніч на 3 жовтня 1943 року сержант М. Ф. Колесниченко з групою розвідників у кількості 6 осіб отримав бойове завдання форсувати річку Дніпро й захопити контрольного полоненого. Під щільним вогнем супротивника, ризикуючи життям, човном потай дістався правого берега. Використавши фактор несподіваності, розвідники напали на бойову охорону супротивника, захопили контрольного полоненого і без втрат повернулись в розташування свого підрозділу. під час виконання цього завдання сержант Колесниченко першим зійшов на правий беріг і захопив цінного полоненого.
По закінченні війни продовжив військову службу в лавах ЗС СРСР. У 1955 році закінчив
Військову академію бронетанкових військ. У 1972 році полковник М. Ф. Колесниченко вийшов у запас. Працював інженером в Одеському державному університеті, а з 1975 року викладав на курсах цивільної оборони Жовтневого району міста Одеси.
Мешкав у Одесі. Помер 3 квітня 2002 року. Похований на Таїровському цвинтарі.

## Нагороди
Указом Президії Верховної Ради СРСР від 30 грудня 1943 року за зразкове виконання бойових завдань командування на фронті боротьби з німецькими загарбниками та виявлені при цьому відвагу і героїзм, гвардії сержанту Колесниченку Михайлу Федотовичу присвоєне звання Героя Радянського Союзу з врученням ордена Леніна і медалі «Золота Зірка» (№ 1447).
Також був нагороджений українським орденом Богдана Хмельницького 3-го ступеня (14.10.1999), радянськими орденами Червоного Прапора (17.10.1943), Вітчизняної війни 1-го ступеня (11.03.1985) і медалями.

## Твори
М. Ф. Колесниченко є автором книги військових спогадів «За „ничійною“ землею» (М.: Воениздат, 1967).